# 김순형
김순형(金順亨, 1973년 7월 15일~)은 대한민국의 은퇴한 육상 선수이다. 1990년대 초반부터 10여 년간 이진일과 함께 800 m와 1500 m 등 중거리의 대표 주자로 활약했다. 포항시 출신으로 1998년 방콕 아시안 게임 800 m와 1500 m에서 은메달을 땄다. 경북대학교 재학 중이던 1993년 11월 필리핀 마닐라에서 열린 아시아 육상 선수권 대회 1500 m에서 3분 38초 60의 대한민국 신기록을 세우며 우승했는데, 이 기록은 현재까지도 깨지지 않고 있다.